# سمیرا جنت‌دوست
سمیرا جنت‌دوست سرآشپز ایرانی است که بابت فعالیت‌هایش در زمینهٔ آموزش آشپزی شناخته می‌شود.

## زندگی‌نامه
جنت‌دوست اصالتاً اهل شهر تسوج در شهرستان شبستر استان آذربایجان شرقی زادگاه شیخ عبدالطیف تسوجی است. او از سن ۱۱ سالگی شروع به آشپزی کرد و به گفتهٔ خودش «هیچ وقت از هیچ کاری به اندازه آشپزی کردن لذت نبرده است». او از ۲۵ سالگی آموزش آشپزی را آغاز کرد و در سال ۱۳۷۱ اولین آموزشگاه رسمی آشپزی وابسته به سازمان فنی و حرفه‌ای در رشته صنایع غذایی را در تبریز را افتتاح کرد. او بانوی ایرانی موفقی است که اکنون سال‌ها است بهترین آموزشگاه ایران را اداره می‌کند و در حال حاضر برای آماده‌سازی نوجوانان علاقه‌مند به رشته آشپزی و قنادی برای المپیاد سرآشپزان جوان هند تلاش می‌کند.
جنت‌دوست اولین کتاب خود را با عنوان «دسر» (در زمینهٔ پخت دسر) در سال ۱۳۸۶ به چاپ رساند. سپس در سال ۱۳۸۸ کتاب «آشپزی ایرانی» را منتشر کرد و دو سال بعد، کتاب «شیرینی‌های خشک» را به چاپ رساند. در سال ۱۳۹۰ او همچنین کتاب «سفره‌آرایی، میوه‌آرایی و تزیینات» را منتشر کرد. کتاب «آشپزی مدرن پانیذ» که در سال ۱۳۹۲ منتشر شد یکی از معروف‌ترین کتاب‌های اوست. در سال ۱۳۹۳ نیز کتاب «کیک و شیرینی‌های تر» و در سال ۱۳۹۶ کتاب «نوشیدنی‌های سرد و گرم» را منتشر نمود. به گفتهٔ خودش، او در نظر داشته است که حدود ۱۶ عنوان کتاب را در زمینه صنایع غذایی تألیف کند که تاکنون توانسته است ۷ عنوان از آن را به مرحله انتشار برساند.

## حضور در نمایشگاه کتاب فرانکفورت
جنت‌دوست به صورت مستقل در نمایشگاه کتاب فرانکفورت ۲۰۱۵ شرکت کرد. در این دوره، به دلیل حضور سلمان رشدی، جمهوری اسلامی ایران نمایشگاه را تحریم کرده بود و هیچ نماینده‌ای نداشت.

## آثار و جوایز
آشپزی مدرن پانیذ کتابی نوشته شده توسط سمیرا جنت‌دوست در زمینهٔ آشپزی است. این کتاب در سال ۲۰۱۵ میلادی در بخش غذاهای بین‌الملل (C2) مسابقه جهانی گورماند به عنوان بهترین کتاب آشپزی جهان برگزیده شد. جنت‌دوست در کتاب‌آشپزی مدرن، دستورهای غذایی مربوط به سرزمین‌های گوناگون را به شکل ساده ولی خلاقانه و با کمک تصاویر آموزش داده است. این کتاب در ۴۱۶ صفحه قطع رحلی با فصل‌بندی سوپ‌ها، سالادها، کباب‌ها، غذاهای مجلسی، غذاهای دریایی، ایتالیایی و آسیایی به چاپ رسیده است. در این اثر چگونگی تهیهٔ طعم‌های غذاهای بین‌المللی مطابق با ذائقه ایرانیان پرداخته شده است.
کتاب دسر سمیرا جنت دوست سال ۲۰۱۶ در مسابقه گورمند شرکت داشت که مقام نخست جهانی را کسب کرد.
کتاب آشپزی ایرانی در سال ۲۰۱۶ در سه بخش کتب مربوط به مکاتب آشپزی (A15)، آسیایی (C08) و جاده ابریشم (C22) برگزیده شد که در نهایت مقام دوم را در بخش کتب آشپزی جاده ابریشم (C22) بدست آورد.
کتاب شیرینی‌های خشک سمیرا جنت دوست در سال ۲۰۱۶ جایزه ویژه جهان را به خود اختصاص داد و به عنوان کتاب اسپشیال انتخاب شد.
کتاب نوشیدنی‌های سرد و گرم سمیرا جنت دوست در سال ۲۰۱۶ در این مسابقه حضور داشت و توانست به عنوان یکی از ۷ کتاب برتر جهان شناخته شود.